# Zsolt Péter
Zsolt Péter (* 7. August 1991 in Gheorgheni) ist ein rumänischer Eishockeyspieler, der seit 2018 beim Gyergyói HK in der rumänischen Eishockeyliga und der Ersten Liga spielt.

## Karriere

### Club
Zsolt Péter begann seine Karriere im Nachwuchsbereich CS Progym Gheorgheni, für den er 2010 in der rumänischen Eishockeyliga debütierte. 2011 wechselte er zum ASC Corona 2010 Brașov, für den er nicht nur in der rumänischen Liga, sondern auch in der multinationalen MOL Liga auf dem Eis steht. Mit dem Klub aus Kronstadt wurde er 2013 und 2015 rumänischer Pokalsieger sowie 2014 und 2017 rumänischer Meister. 2018 kehrte er zu seinem Stammverein, der inzwischen als Gyergyói HK firmiert, zurück.

### International
Bereits im Juniorenbereich war Péter international aktiv: Sein Debüt gab er bei der U18-Weltmeisterschaft 2007 in der Division II. Dort spielte er auch bei den Weltmeisterschaften 2008 und 2009. Im U20-Bereich spielte er bei den Weltmeisterschaften 2010 und 2011 ebenfalls in der Division II.
Sein Debüt in der Herren-Nationalmannschaft gab Péter bei Freundschaftsspielen in der Spielzeit 2015/16. Bei der Weltmeisterschaft 2017 in der Division II auf dem Eis wurde er erstmals für ein großes Turnier berücksichtigt und stieg mit seiner Mannschaft in die Division I auf. Dort spielte er dann bei der Weltmeisterschaft 2018. Zudem vertrat er seine Farben bei der Olympiaqualifikation für die Winterspiele in Peking 2022.

## Erfolge und Auszeichnungen
- 2013 Rumänischer Pokalsieger mit dem ASC Corona 2010 Brașov
- 2014 Rumänischer Meister mit dem ASC Corona 2010 Brașov
- 2015 Rumänischer Pokalsieger mit dem ASC Corona 2010 Brașov
- 2017 Rumänischer Meister mit dem ASC Corona 2010 Brașov
- 2017 Aufstieg in die Division I, Gruppe B, bei der Weltmeisterschaft der Division II, Gruppe A

## MOL/Erste-Liga-Liga-Statistik
(Stand: Ende der Saison 2021/22)